# Вулиця Володимира Тимошенка
Вулиця Володимира Тимошенка — вулиця в Мелітополі на Юрівці. Йде від Ногайської вулиці до вулиці Радищева. Забудована приватними будинками.

## Назва
Вулиця названа на честь Володимира Тимошенка, директора «Автокольорлиту» і Моторного заводу.
Поруч з вулицею знаходиться однойменний провулок Володимира Тимошенка, а в іншій частині міста, поруч з заводами якими керував Тимошенко, — площа Тимошенка.

## Історія
Вулиця згадується 17 червня 1929 року як Пролетарська вулиця.
В 2016 року в ході декомунізації перейменована на вулицю Володимира Тимошенка.